# Ucú
Ucú är en kommun i Mexiko.   Den ligger i delstaten Yucatán, i den östra delen av landet, 1 000 km öster om huvudstaden Mexico City. Antalet invånare är 3 469. Arean är 193 kvadratkilometer.
Terrängen i Ucú är mycket platt.